# Laboratori nazionali del Sud
I Laboratori nazionali del sud con sede a Catania sono uno dei quattro laboratori dell'Istituto nazionale di fisica nucleare.

## Storia

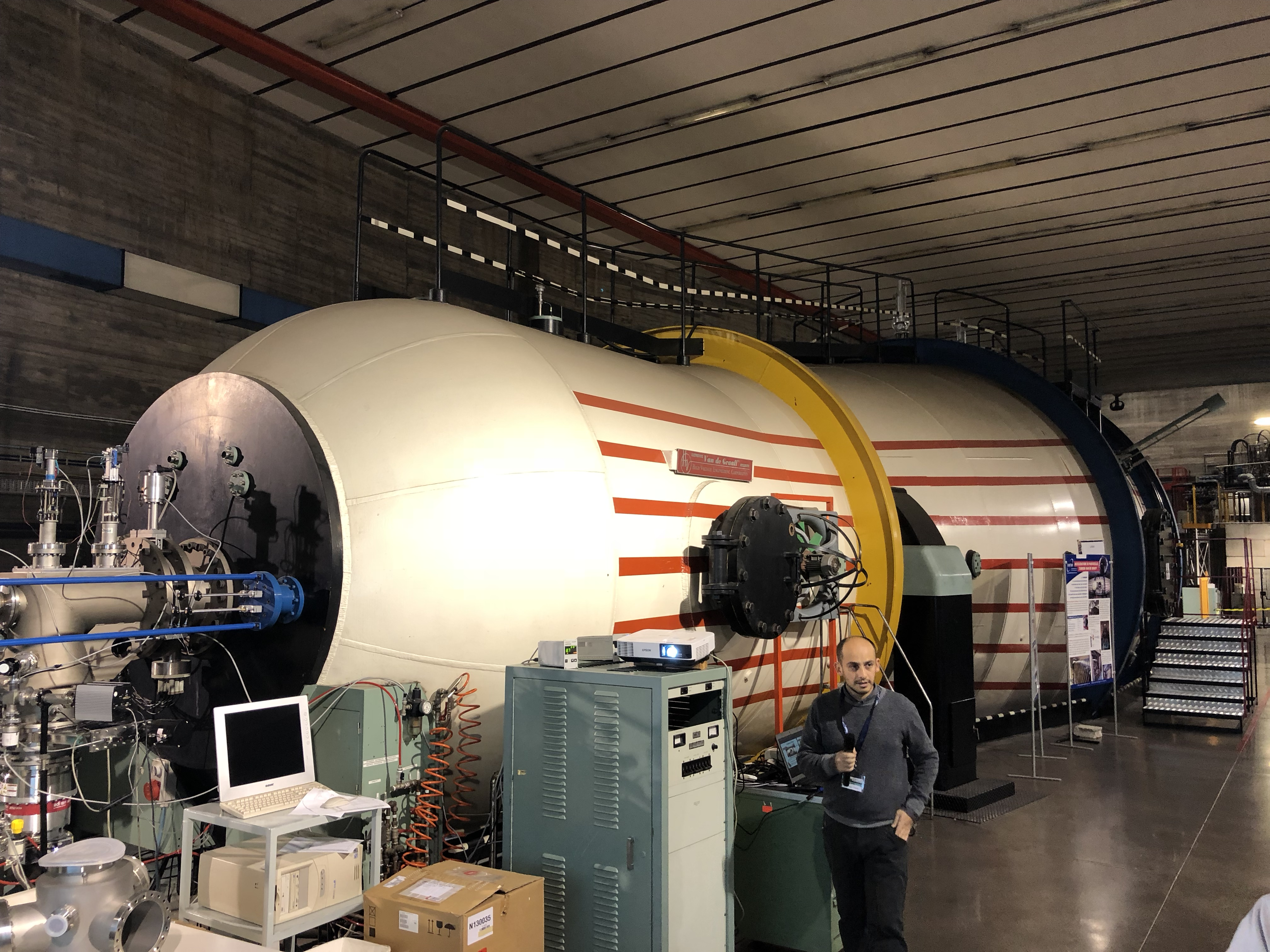
L'acceleratore Tandem

Nel corso dell'emergenza Covid-19 i laboratori si sono attrezzati per diventare il primo laboratorio in Italia in grado di testare l'efficacia dei materiali delle mascherine per la resistenza a virus e batteri.

## I laboratori
I laboratori furono costruiti nel 1976 e svolgono diverse attività legate alla fisica e alla fisica delle particelle. 
Presso i laboratori sono presenti diverse macchine atte a diversi campi di applicazione:
1. Chimera - un multirivelatore adatto a studiare la materia nucleare con l'identificazione delle particelle emesse
2. Medea - un multi rivelatore per lo studio delle energie intermedie
3. Ciclotrone Superconduttore - un acceleratore di particelle che lavora alla temperatura di 4,2 K, in grado di accelerare fasci ionici, dai protoni all'uranio, sino ad energie di 80 MeV/A
4. Magnex - uno spettrometro per lo studio della struttura nucleare
5. Catana (Centro di AdroTerapia ed Applicazioni Nucleari Avanzate) - un centro di adroterapia che utilizza un fascio di protoni accelerati dal ciclotrone per il trattamento dei tumori della regione oculare; il centro è attivo dal mese di febbraio 2002 e ha trattato, ad oggi, diverse centinaia di pazienti affetti da varie forme di tumore intraoculare
6. Tandem van de Graaff - un acceleratore lineare elettrostatico da 15 MV con un'energia di 100 MeV.

Nei laboratori inoltre le apparecchiature permettono l'applicazione di tecniche di indagine per l'analisi dei beni culturali e archeologici.
È in fase di sviluppo il sistema KM3NeT, ossia un "telescopio" sottomarino posto al largo di Capo Passero in grado di rivelare i neutrini di altissima energia sfruttando dei rivelatori a 3500 m di profondità.